# La Nave (diseño)
La Nave fue un grupo de diseñadores españoles activos en Valencia entre 1984 y 1991. El grupo nació de la fusión de los estudios de diseño Caps i Mans y Enebece. Estaba formado por once profesionales (Eduardo Albors, Paco Bascuñán, José Juan Belda, Carlos Bento, Lorenzo Company, Sandra Figuerola, Marisa Gallén, Luis González, Luis Lavernia, Nacho Lavernia y Daniel Nebot) de diferentes disciplinas: diseñadores industriales, gráficos, pintores, arquitectos y aparejadores que realizaban individualmente o en grupo los diferentes encargos recibidos de arquitectura, diseño industrial, ilustración, grafismo, interiorismo, etc. Ocupaban un mismo espacio de trabajo en la calle San Vicente y compartían sus experiencias. Su nacimiento y desarrollo coincidió con el 'Nou Disseny Valencià' y la aparición de nuevas demandas entre las empresas.
El grupo se convirtió en un referente del diseño de los años 1980 y de una manera de entender esta disciplina. Marcaron el inicio del diseño valenciano, que devino en profesión y constituyeron el germen de la Asociación de Diseñadores de la Comunidad Valenciana. Su obra fue motivo de varias exposiciones. Entre sus diseños podemos citar la serie de inflables (1986) para la empresa Toi y el logotipo de la Generalidad Valenciana (1985). Una de  las aportaciones más originales  y significativas fue, en la autopista A7 (hoy AP7) en la Comunidad Valenciana,  la colección de pancartas anunciadoras insertadas un poco antes de los carteles avisadores de cada salida (aquellos que indican salida a 1000 o 500 metros) en los que se expresaba un evento o circunstancia que describía alguna característica de la zona a la que daba acceso esa salida. Con ellos se creaba un relato del territorio por el que discurre la Autopista en ese tramo. Paradigmático es el cartel que anunciaba la salida  “Castellón Norte” con la imagen de un golfista ejecutando un swing: muy cerca estaba el campo de Sergio García (entonces un niño). Por falta de mantenimiento  estos carteles han perdido la calidad inicial, justo ahora que son copiados por muchos itinerarios de otras vías de comunicación.